# 韋鐬
韋鐬（?—?），唐朝官员，唐中宗的驸马，出自京兆韦氏彭城公房。

## 生平
韋鐬的高祖父北魏使持节车骑大将军、开府仪同三司、金紫光禄大夫韦泓胄，曾祖父韦澄，綿州刺史、彭城敬公。祖父韦庆植，魏王府長史，唐太宗的驸马韦正矩是韦慶植哥哥韦慶嗣的儿子。父亲韦頊，工部尚書。母亲裴觉，外祖父裴怀炅。韋鐬官至太子少保，娶唐中宗和韦后的女儿永寿公主，拜駙馬都尉。
永寿公主、韦鐬陪葬中宗的定陵。根据其女韦秀的墓志可知，韦鐬最高的官职和爵位是驸马都尉、银青光禄大夫、卫尉卿、太仆卿、右金吾将军，食实封二百户，封彭城郡开国公，食邑二千户，追赠兖州都督。

## 子孙
- 韋友謙，母永壽公主。陳王府長史。
  - 韋續，天興令。
  - 韋繡，徐城令。
  - 韋縱，左金吾衛兵曹參軍。
- 韋友信，泉州、吉州、婺州三州刺史。
  - 韋縝。
  - 韋繕。
  - 韋繢，試金吾衛長史。
  - 韋緩，屯田郎中。
    - 韋逄
      - 韋昭度
        - 韋巽，前蜀卿监

      - 韋昭符，礼部尚书
      - 韋昭愿，太子少保
      - 韋昭矩，给事中
      - 韋昭远，考功员外郎
- 韋友諒，右衛將軍。
  - 韋約。
  - 韋綽，相州參軍。
- 韋友柔，太子舍人。
  - 韋總，勝州刺史。
  - 韋絳，襄州司法參軍。
- 韋友剛，漳州刺史。
  - 韋蘊，檢校太子詹事。
  - 韋綰。
  - 韋紹，一名鼎。
- 韋友順，山陰令。
- 韦秀，唐玄宗妃[1]。